# Ludvík Aust
Ludvík Aust (18. srpna 1863 Mladá Boleslav – 25. srpna 1924 Slaný) byl československý politik, poslanec Říšské rady a Revolučního národního shromáždění za Československou sociálně demokratickou stranu dělnickou.

## Biografie
Politicky aktivní byl již za Rakouska-Uherska. Od 90. let 19. století byl představitelem sociálně demokratického hnutí na Kladensku. V roce 1900 byl vůdčím organizátorem hornické stávky na Kladensku. Pracoval jako ředitel kladenské okresní nemocenské pokladny a byl členem městské rady.
Ve volbách do Říšské rady roku 1907 se stal poslancem Říšské rady (celostátní parlament), kam byl zvolen za okrsek Čechy 019. Usedl do poslanecké frakce Klub českých sociálních demokratů. Opětovně byl zvolen za týž obvod i ve volbách do Říšské rady roku 1911 a ve vídeňském parlamentu setrval do zániku monarchie. V roce 1918 se angažoval v českém národním a sociálním hnutí v Kladně.
V letech 1918–1920 zasedal v Revolučním národním shromáždění. Byl profesí ředitelem okresní nemocenské pokladny.
Roku 1920 odešel z Kladna a stal se ředitelem spotřebního družstva (konsumu) ve Slaném. 25. srpna 1924 v tomto městě zemřel.